# Oxyde de gallium(III)
L’oxyde de gallium(III) est un composé chimique de formule Ga2O3. Il s'agit d'un solide blanc ou incolore cristallisé selon plusieurs structures polymorphes. La plus stable est le β-Ga2O3, cristallisé dans le système monoclinique selon le groupe d'espace C2/m (no 12) avec pour paramètres a = 1 223,2 pm, b = 304,1 pm, c = 580,1 pm, β = 103,73° et Z = 4. Il existe également une forme α-Ga2O3 trigonale (R3c, no 167) semblable au corindon (α-Al2O3) stable à plus haute pression avec pour paramètres a = 498,25 pm, c = 1 343,3 pm et Z = 6.

## Synthèse et polymorphes
L'oxyde de gallium(III) peut être obtenu en déshydratant l'hydroxyde de gallium(III) à 500 °C :
2 Ga(OH)3  Ga2O3 + 3 H2O↑.
Il est également possible de procéder par décomposition du nitrate de gallium Ga(NO3)3 à 200 °C. Ces deux voies donnent des polymorphes différents, qui finissent par redonner la forme β plus stable à température plus élevée.
Les cinq polymorphes connus de l'oxyde de gallium(III) sont les suivants :
- α-Ga2O3 — Stable à haute pression, il peut être obtenu en chauffant le β-Ga2O3 sous 65 kbar à 1 100 °C. Il a une structure de type corindon(α-Al2O3). L'hydrate peut être préparé en décomposant l'hydroxyde de gallium précipité à 500 °C. Il est possible d'épitaxier des couches minces d'α-Ga2O3 sur des substrats de saphir orientés selon leur plan c (0001), leur plan m (10-10) ou leur plan a (11-20).
- β-Ga2O3 — Stable dans les conditions normales de température et de pression, il peut être déposé par hétéroépitaxie sous forme de couches minces sur des substrats tels que le saphir, le GaN, le SiC et le Si, ainsi que par homoépitaxie. On a par exemple réalisé l'ALD sur des substrats de saphir à des températures comprises entre 190 et 550 °C[9]. Des films de β-Ga2O3 de haute qualité ont également été produits par MBE, HVPE (en) et MOCVD[10]. La technique HVPE est préférée pour les dispositifs à semiconducteurs de puissance verticaux en raison de son taux de croissance rapide[11]. Les couches épitaxiales de β-Ga2O3 déposées par MOCVD présentent une meilleure mobilité électronique et une moindre concentration résiduelle de porteurs que celles obtenues par d'autres techniques de croissance de couches minces[12],[13].
- γ-Ga2O3 — De structure spinelle altérée[14] semblable à celle du γ-Al2O3[15], il est obtenu par chauffage rapide du gel d'hydroxyde à une température de 400 à 500 °C. Une forme plus cristalline de ce polymorphe peut être préparée directement à partir de gallium métallique par synthèse solvothermale (en)[16].
- δ-Ga2O3 — De structure cubique centrée[17],[18], il est obtenu en chauffant le Ga(NO3)3 à 250 °C[19].
- ε-Ga2O3 — De structure orthorhombique observée par cristallographie aux rayons X comme un empilement compact[20], il est obtenu en chauffant δ-Ga2O3 à 550 °C. Des couches minces d'ε-Ga2O3 peuvent être déposées par MOCVD à l'aide de triméthylgallium Ga(CH3)3 et d'eau H2O sur des substrats de saphir à des températures comprises entre 550 et 650 °C[21].

## Réactions
L'oxyde de gallium(III) est amphotère. Il réagit avec les oxydes de métaux alcalins à haute température pour former, par exemple, NaGaO2, et avec les oxydes de Mg, Zn, Co, Ni, Cu pour former des spinelles, comme MgGa2O4. Il se dissout dans une base forte pour former une solution de l'ion gallate Ga(OH)4−.
Avec l'acide chlorhydrique HCl, il forme du trichlorure de gallium GaCl3 :
Ga2O3 + 6 HCl ⟶ 2 GaCl3 + 3 H2O.
Il peut être réduit en oxyde de gallium(I) Ga2O par l'hydrogène H2 ou par réaction avec le gallium métallique :
Ga2O3 + 2 H2 ⟶ Ga2O + 2 H2O ;
Ga2O3 + 4 Ga ⟶ 3 Ga2O.

## Propriétés et applications
Ga2O3 est un semi-conducteur ayant une largeur de bande interdite de 4,7 à 4,9 eV susceptible de présenter un intérêt en électronique de puissance, pour certaines applications optoélectroniques telles que les photodétecteurs, comme matériau phosphorescent ou encore pour des détecteurs de gaz. Il présente une conductivité thermique et une mobilité électronique inférieures d'un ordre de grandeur par rapport à celles du nitrure de gallium GaN et du carbure de silicium SiC, mais il pourrait être économiquement bien plus rentable car c'est le seul semiconducteur à large bande interdite susceptible d'être produit simplement à partir de la phase liquide,, (procédé de Czochralski). Il est réputé être résistant aux rayonnements ionisants, ce qui le rend également intéressant pour les applications militaires et spatiales,.

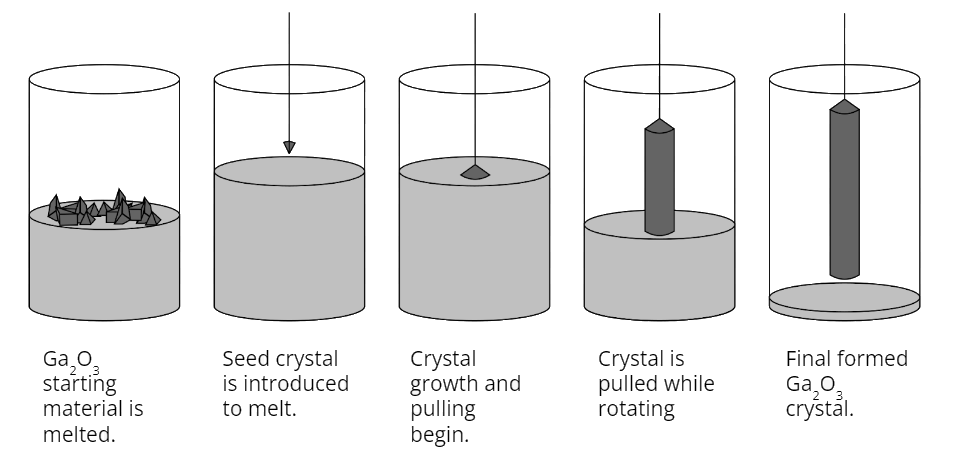
(en) Production d'un monocristal de Ga2O3 par procédé de Czochralski.